# Tjörnes
La Tjörnes, toponyme islandais signifiant littéralement en français « la péninsule des étangs », est une péninsule d'Islande située dans le Nord-Est du pays. Elle s'avance dans l'océan Arctique, entourée à l'est par l'Öxarfjörður et à l'ouest par le Skjálfandi. Son littoral est longé par la route 85 ; Húsavík se trouve dans le Sud-Ouest de la péninsule.
La péninsule fait partie de la zone de fracture de Tjörnes, une section de failles transformantes de la dorsale médio-atlantique faisant la liaison entre la zone volcanique Nord, située dans le Nord de l'Islande, et la ride de Kolbeinsey, située sous la surface de l'océan Arctique, au nord de l'Islande. Cette dorsale, qui prend le nom de fracture Tjörnes au nord de l'Islande, a été particulièrement active au niveau sismique début 2018, ce qui a semblé être le signe d'une possible éruption sous-marine.